# Курилов, Адольф Степанович
Адольф Степанович Курилов (род. 21 июля 1937, Свердловск) — советский и российский художник декоративно-прикладного искусства, член Союза художников СССР (с 1969) и России (с 1991), народный художник Российской Федерации (2003), почётный член РАХ (2022).

## Биография
Адольф Степанович Курилов родился 21 июля 1937 года в Свердловске, в рабочей семье. Любовь к рисованию передалась ему от отца, Степана Андреевича. После окончания школы Адольф Курилов продолжил учёбу в Свердловском художественном училище. 
В 1968 году он закончил высшее художественно-промышленное училище им. С. Г. Строганова по специальности «художественное стекло». С 1968 по 2005 год он работал художником Гусевского хрустального завода.
На выставке «Новое стекло», состоявшейся в 1979 году в Корнингском Музее стекла, всеобщий интерес вызвала гутная композиция Курилова «Призы штангистам». По окончании выставки композиция была приобретена в коллекцию Музея стекла. В том же году Музей Корнинга называет Курилова в числе «Лучших художников года».
В 1989 году Курилову было присвоено звание Заслуженного художника РСФСР. За годы работы на заводе им было создано более 300 образцов изделий, вошедших в производство. В 2003 году Адольфу Степановичу Курилову было присвоено звание Народного художника России.
В 2005 году Курилов ушел с предприятия на заслуженный отдых, но продолжает сотрудничать на договорной основе. Он участвует в международных симпозиумах и выставках, рисует, гравирует стекло в своей личной мастерской. В 2008 году он был награждён медалью «Достойному» Российской Академии художеств за многолетний вклад в сокровищницу отечественной культуры и искусства. В марте 2022 года мастер удостоен звания Почетного члена Российской Академии художеств.
Сегодня Адольф Степанович Курилов продолжает создавать уникальные авторские произведения, гравируя стекло в собственной мастерской.